# فرناندو أوزيبيو
فرناندو أوزيبيو (بالإيطالية: Fernando Eusebio)‏ (23 أغسطس 1910 في إيطاليا - 15 فبراير 1997 في إيطاليا) هو لاعب كرة قدم إيطالي في مركز الهجوم. لعب مع نادي بيستويسي ونادي روما وMATER ‏.